# Opijelo
Opijelo, pravoslavni crkveni obred (crkvena služba) praćena pojanjem i čitanjem molitava nad mrtvacem prilikom pokopa. Opijelo obavljaju svećenik i pojac.
U zakazano vrijeme dolazi svećenik. Njega dočekuje domaćin i vodi ga u prostoriju gdje je pokojnik. Nakon što svećenik (srp. sveštenik) uzme potrebne podatke o umrlome, škrinja s pokojnikom iznosi se u dvorište, gdje se vrši opijelo. U mjestima gdje postoji kapela, svi dolaze u zakazano vrijeme na sahranu, i u određeno vrijeme se vrši opijelo. Najprije se podijele svijeće svima prisutnima, koje se upale i drže tijekom opijela. Za vrijeme opijela rodbina stoji s desne strane mrtvačke škrinje, a škrinja je okrenuta tako da pokojnik gleda prema istoku. Dok traje opijelo vlada potpuna tišina i potpuna ozbiljnost. Križ stoji kraj glave pokojnika. Također, kraj glave se postavlja manji stolić na koji se stavlja žito (koljivo), skuhano kao za slavu. U žito se stavlja jedna svijeća. Pored žita potrebna je i jedna bočica u kojoj je pomiješano vino i ulje (uspomena na svetu tajnu jeleosvećenja), kojim se poslije opijela preliva pokojnik.
Na stolić se stavlja i jedna čaša s čistim vinom i žličicom da svećenik na kraju opijela prelije žito. Tu se još stavlja pogača i pladanj s medom. Pogača simbolizira samog Krista, koji je kruh života, dok je med sladost raja i vječnog blaženog života.

## Druga značenja
Riječ opijelo ima i ekavski oblik opelo, koji se koristi i među izrazitim ekavcima. Postoji i glagol opojati (nesvršeni oblik: opojavati) sa značenjem: održati opijelo, opjevati mrtvaca.

## Poveznice
- smrt
- panihida
- parastos
- zadušnice